# Jan Pstrokoński (zm. 1592)
Jan Pstrokoński herbu Budzisz (zm. w 1592 roku) – wojski łęczycki w latach 1568-1589.
Poseł na sejm konwokacyjny 1573 roku z województwa łęczyckiego.